# (20187) Янапиттихова
(20187) Янапиттихова (лат. Janapittichova) — астероид, относящийся к группе астероидов пересекающих орбиту Марса. Он был открыт 14 января 1997 года чешскими астрономами в обсерватории Клеть и назван в честь словацкого астронома Яны Питтиховой из Гавайского университета.

Орбита астероида Янапиттихова и его положение в Солнечной системе